# Flacourt
Flacourt ist eine Gemeinde im französischen Département Yvelines in der Region Île-de-France. Sie gehört zum Kanton Bonnières-sur-Seine (bis 2015: Kanton Guerville) im Arrondissement Mantes-la-Jolie. Sie grenzt im Norden an Favrieux, im Nordosten an Soindres, im Osten an Vert, im Südosten an Boinvilliers, im Südwesten an Dammartin-en-Serve und im Nordwesten an Le Tertre-Saint-Denis. Die Bewohner nennen sich Flacourtois.

## Bevölkerungsentwicklung

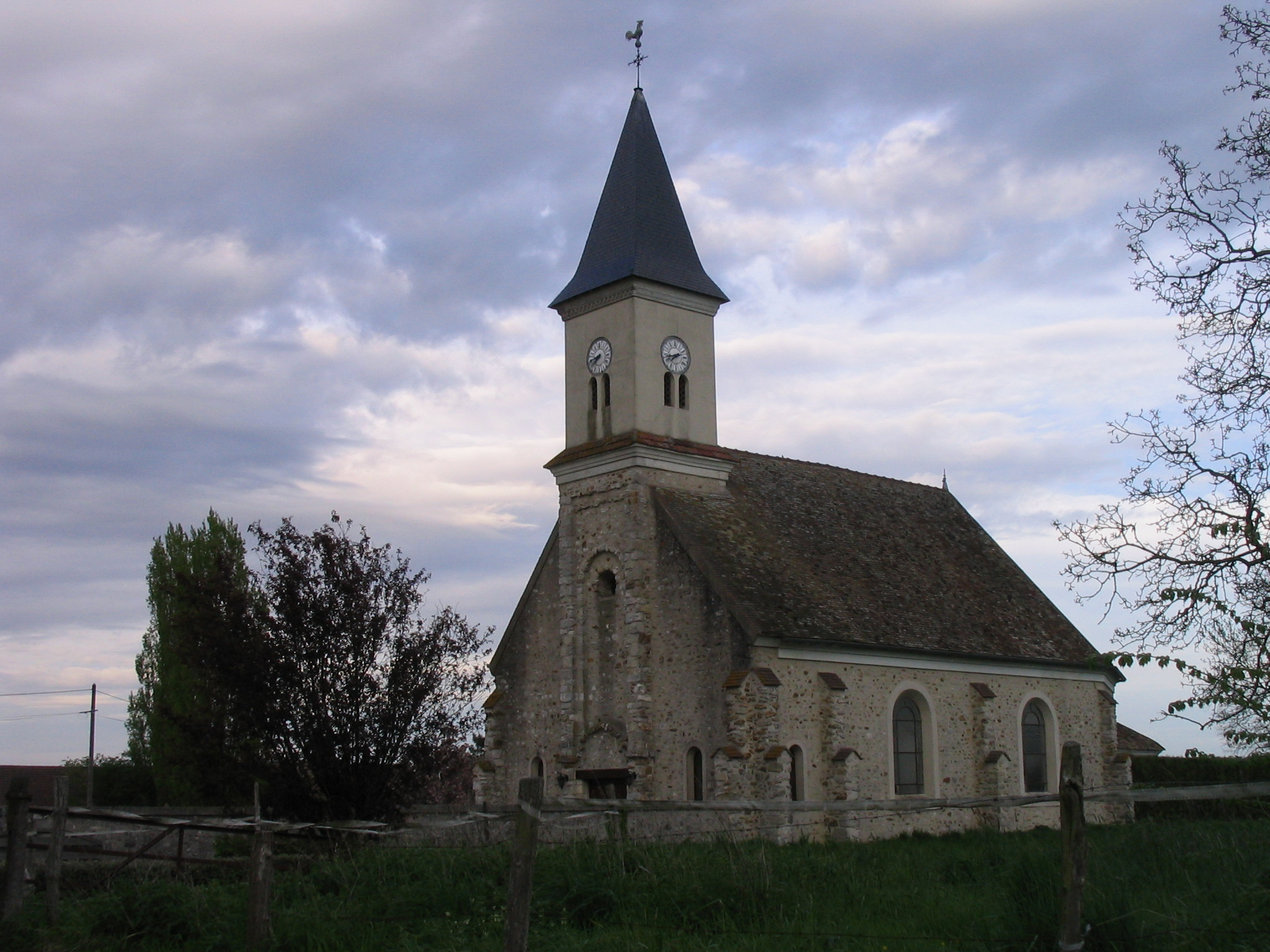
Kirche Saint-Clément

| Jahr      | 1962 | 1968 | 1975 | 1982 | 1990 | 1999 | 2007 | 2014 |
| --------- | ---- | ---- | ---- | ---- | ---- | ---- | ---- | ---- |
| Einwohner | 84   | 91   | 130  | 146  | 132  | 127  | 147  | 132  |